# 백도로
백도로(Baekdo-ro)는 전라남도 해남군 북평면 남창교차로에서 강진군 도암면을 잇는 도로이다.

## 연혁
- 2009년 7월 3일 : 2개 이상 시·군에 걸쳐 있는 광역도로로 백도로를 고시[1]

## 주요 경유지
전라남도
- 해남군 (북평면 - 북일면) - 강진군 (신전면 - 도암면)

## 노선
| 이름                 | 접속 노선                                           | 소재지 | 소재지 | 비고                    |
| -------------------- | --------------------------------------------------- | ------ | ------ | ----------------------- |
| 남창 교차로          | 국도 제13호선 (땅끝대로) 국도 제77호선 (땅끝해안로) | 해남군 | 북평면 |                         |
| 남창사거리           | 달량진길                                            | 해남군 | 북평면 |                         |
| 북평면남창리교차로   | 현산북평로                                          | 해남군 | 북평면 |                         |
| 동해교               |                                                     | 해남군 | 북평면 |                         |
| 쇄노재               |                                                     | 해남군 | 북일면 |                         |
| 지사교               |                                                     | 해남군 | 북일면 |                         |
| 북일초등학교앞교차로 | 지방도 제827호선 (오소재로)                         | 해남군 | 북일면 |                         |
| 배다리교             |                                                     | 해남군 | 북일면 |                         |
| 영광교               |                                                     | 강진군 | 신전면 |                         |
| 신전면소재지교차로   | 신전로                                              | 강진군 | 신전면 |                         |
| 수양교               |                                                     | 강진군 | 신전면 |                         |
| 도암면소재지교차로   | 지방도 제819호선 (월곶로)                           | 강진군 | 도암면 | 지방도 제819호선과 중복 |
| 항촌2교              |                                                     | 강진군 | 도암면 | 지방도 제819호선과 중복 |
| 도암면항촌리삼거리   |                                                     | 강진군 | 도암면 | 지방도 제819호선과 중복 |
| 도암면석문리삼거리   | 다산로                                              | 강진군 | 도암면 | 지방도 제819호선과 중복 |
| 석문2교              |                                                     | 강진군 | 도암면 | 지방도 제819호선과 중복 |
| 계라 교차로          | 국도 제18호선 (강진서부로)                          | 강진군 | 도암면 | 지방도 제819호선과 중복 |

## 주요 건물및 시설
- 신전초등학교 (백도로 1341/용월리 1033-1)
- 도암119지역대 (백도로 1966/석문리 216-3)